# 아미란 카르다노프
아미란 카르다노프(그리스어: Αμιράν Καρντάνοφ, 러시아어: Амира́н Авданович Карда́нов 아미란 아브다노비치 카르다노프[*], 1976년 8월 19일~)는 러시아 태생 그리스의 전직 레슬링 선수이다. 올림픽에 3회 참가했으며 2000년 하계 올림픽에서 남자 자유형 밴텀급 동메달을 획득했다. 또한 유럽 선수권 대회에서 은메달 2개, 동메달 2개를 획득했고 지중해 게임에서 금메달 1개를 획득했다.